# NBA Draft 2005
NBA Draft 2005 je vsakoletni severnoameriški dogodek v katerem 30 ekip NBA izbere igralce, ki se želijo pridružiti ligi. Odvijal se je na večer 28. junija 2005 v veliki dvorani Madison Square Garden v New Yorku.
To je bil zadnji draft na katerega so se lahko prijavili igralci, ki prihajajo iz ameriških srednjih šol. Od leta 2006 se lahko prijavijo na draft le igralci, ki so starejši od 19. let ter ne obiskujejo srednje šole v ZDA.

## 1. krog
| Izbor | Igralec                 | Državljanstvo          | Ekipa NBA                                                    | Univerza/Klub                            |
| ----- | ----------------------- | ---------------------- | ------------------------------------------------------------ | ---------------------------------------- |
| 1     | Andrew Bogut (C)        | Avstralija             | Milwaukee Bucks                                              | Utah                                     |
| 2     | Marvin Williams (SF)    | ZDA                    | Atlanta Hawks                                                | North Carolina                           |
| 3     | Deron Williams (PG)     | ZDA                    | Utah Jazz (iz Portland)                                      | Illinois                                 |
| 4     | Chris Paul (PG)         | ZDA                    | New Orleans Hornets                                          | Wake Forest                              |
| 5     | Raymond Felton (PG)     | ZDA                    | Charlotte Bobcats                                            | North Carolina                           |
| 6     | Martell Webster (G/F)   | ZDA                    | Portland Trail Blazers (iz Utah)                             | Seattle Preparatory School (Seattle, WA) |
| 7     | Charlie Villanueva (PF) | ZDA                    | Toronto Raptors                                              | UConn                                    |
| 8     | Channing Frye (F/C)     | ZDA                    | New York Knicks                                              | Arizona                                  |
| 9     | Ike Diogu (PF)          | ZDA                    | Golden State Warriors                                        | Arizona State                            |
| 10    | Andrew Bynum (C)        | ZDA                    | Los Angeles Lakers                                           | St. Joseph's High School (Metuchen, NJ)  |
| 11    | Fran Vázquez (PF)       | Španija                | Orlando Magic                                                | Unicaja Málaga (Španija)                 |
| 12    | Yaroslav Korolev (SF)   | Rusija                 | Los Angeles Clippers                                         | CSKA Moskva (Rusija)                     |
| 13    | Sean May (PF)           | ZDA                    | Charlotte Bobcats (iz Cleveland preko Phoenix)               | North Carolina                           |
| 14    | Rashad McCants (SG)     | ZDA                    | Minnesota Timberwolves                                       | North Carolina                           |
| 15    | Antoine Wright (SG)     | ZDA                    | New Jersey Nets                                              | Texas A&M                                |
| 16    | Joey Graham (SF)        | ZDA                    | Toronto Raptors (iz Philadelphia preko Denver in New Jersey) | Oklahoma State                           |
| 17    | Danny Granger (F)       | ZDA                    | Indiana Pacers                                               | New Mexico                               |
| 18    | Gerald Green (G/F)      | ZDA                    | Boston Celtics                                               | Gulf Shores Academy (Houston)            |
| 19    | Hakim Warrick (SF)      | ZDA                    | Memphis Grizzlies                                            | Syracuse                                 |
| 20    | Julius Hodge (G/F)      | ZDA                    | Denver Nuggets (iz Washington preko Orlando)                 | NC State                                 |
| 21    | Nate Robinson (PG)      | ZDA                    | New York Knicks (iz Phoenix preko Chicago)                   | Washington                               |
| 22    | Jarrett Jack (PG)       | ZDA                    | Denver Nuggets                                               | Georgia Tech                             |
| 23    | Francisco García (SG)   | Dominikanska republika | Sacramento Kings                                             | Louisville                               |
| 29    | Luther Head (SG)        | ZDA                    | Houston Rockets                                              | Illinois                                 |
| 25    | Johan Petro (C)         | Francija               | Seattle SuperSonics                                          | Pau-Orthez (Francija)                    |
| 26    | Jason Maxiell (PF)      | ZDA                    | Detroit Pistons                                              | Cincinnati                               |
| 27    | Linas Kleiza (PF)       | Litva                  | Portland Trail Blazers (iz Dallas preko Utah)                | Missouri                                 |
| 28    | Ian Mahinmi (F/C)       | Francija               | San Antonio Spurs                                            | Le Havre (Francija)                      |
| 29    | Wayne Simien (PF)       | ZDA                    | Miami Heat                                                   | Kansas                                   |
| 30    | David Lee (PF)          | ZDA                    | New York Knicks (iz Phoenix preko San Antonio)               | Florida                                  |

## 2. krog
| Izbor | Igralec                      | Državljanstvo       | Ekipa NBA                                                   | Univerza/Klub                               |
| ----- | ---------------------------- | ------------------- | ----------------------------------------------------------- | ------------------------------------------- |
| 31    | Salim Stoudamire (SG)        | ZDA                 | Atlanta Hawks                                               | Arizona                                     |
| 32    | Daniel Ewing (PG)            | ZDA                 | Los Angeles Clippers (iz Charlotte)                         | Duke                                        |
| 33    | Brandon Bass (PF)            | ZDA                 | New Orleans Hornets                                         | LSU                                         |
| 34    | C. J. Miles (SG)             | ZDA                 | Utah Jazz                                                   | Skyline High School (Dallas)                |
| 35    | Ricky Sánchez (C)            | Portoriko           | Portland Trail Blazers                                      | IMG Academy                                 |
| 36    | Ersan Ilyasova (F)           | Turčija             | Milwaukee Bucks                                             | Ülker (Turčija)                             |
| 37    | Ronny Turiaf (PF)            | Francija            | Los Angeles Lakers (iz New York preko Atlanta in Charlotte) | Gonzaga                                     |
| 38    | Travis Diener (PG)           | ZDA                 | Toronto Raptors (izbor premeščen v Orlando)                 | Marquette                                   |
| 39    | Von Wafer (SG)               | ZDA                 | Los Angeles Lakers                                          | Florida State                               |
| 40    | Monta Ellis (PG)             | ZDA                 | Golden State Warriors                                       | Lanier High School (Jackson, MS)            |
| 41    | Roko Ukić (PG)               | Hrvaška             | Toronto Raptors (iz Orlando)                                | KK Split (Hrvaška in Adriatic League)       |
| 42    | Chris Taft (F/C)             | ZDA                 | Golden State Warriors (iz L.A. Clippers preko New Jersey)   | Pittsburgh                                  |
| 43    | Mile Ilić (C)                | Srbija in Črna gora | New Jersey Nets                                             | KK Reflex (Serbija in Adriatic League)      |
| 44    | Martynas Andriuškevičius (C) | Litva               | Orlando Magic (iz Cleveland)                                | Žalgiris (Litva)                            |
| 45    | Louis Williams (SG)          | ZDA                 | Philadelphia 76ers                                          | South Gwinnett High School (Snellville, GA) |
| 46    | Erazem Lorbek (F/C)          | Slovenija           | Indiana Pacers                                              | Fortitudo Bologna (Italija)                 |
| 47    | Bracey Wright (SG)           | ZDA                 | Minnesota Timberwolves                                      | Indiana                                     |
| 48    | Mickaël Gelabale (SF)        | Francija            | Seattle SuperSonics (iz Memphis)                            | Real Madrid (Španija)                       |
| 49    | Andray Blatche (F/C)         | ZDA                 | Washington Wizards                                          | South Kent HS (Connecticut)                 |
| 50    | Ryan Gomes (F)               | ZDA                 | Boston Celtics                                              | Providence                                  |
| 51    | Robert Whaley (PF)           | ZDA                 | Utah Jazz (iz Chicago preko Houston)                        | Walsh                                       |
| 52    | Axel Hervelle (PF)           | Belgija             | Denver Nuggets                                              | Real Madrid (Španija)                       |
| 53    | Orien Greene (SG)            | ZDA                 | Boston Celtics (iz Sacramento)                              | Louisiana-Lafayette                         |
| 54    | Dijon Thompson (G/F)         | ZDA                 | Phoenix Suns (iz New York preko Houston)                    | UCLA                                        |
| 55    | Lawrence Roberts (PF)        | ZDA                 | Seattle SuperSonics                                         | Mississippi State                           |
| 56    | Amir Johnson (SF)            | ZDA                 | Detroit Pistons                                             | Westchester High School (Los Angeles)       |
| 57    | Marcin Gortat (F/C)          | Poljska             | Phoenix Suns (iz Dallas preko New Orleans)                  | RheinEnergie Köln (Nemčija)                 |
| 58    | Uroš Slokar (SF)             | Slovenija           | Toronto Raptors (iz Miami)                                  | Snaidero Udine (Italija)                    |
| 59    | Cenk Akyol (PG)              | Turčija             | Atlanta Hawks (iz San Antonio)                              | Efes Pilsen (Turčija)                       |
| 60    | Alex Acker (SG)              | ZDA                 | Detroit Pistons (iz Utah preko Phoenix)                     | Pepperdine                                  |